# Schwartzenbach
Ne pas confondre avec les autres cours d'eau nommés Schwarzbach, notamment le Schwarzbach (Horn), un autre affluent de la Horn.
Le Schwartzenbach ou Schwarzbach est un ruisseau qui coule dans le pays de Bitche en Moselle. C'est un affluent de la Horn, elle-même affluent d'un autre Schwarzbach et donc un sous-affluent du Rhin.

## Hydronymie
Le ruisseau est parfois appelé Schwarzbach, hydronyme qu'il partage avec de nombreux autres cours d'eau de la région :
- Le Schwarzbach, rivière affluente de la Blies dont le Schwartzenbach est un sous-affluent.
- Le Schwarzbach, ruisseau qui lui aussi est un affluent de la Horn, avec laquelle il conflue 4,5 km plus loin que le Schwartzenbach.
- Le Schwarzbach, rivière affluente du Falkensteinerbach, dont la source se situe à environ 2,5 km à vol d'oiseau de celle du Schwartzenbach.
- Le Schwarzbach, ruisseau affluent de la Sarre qui coule dans les communes de Wœlfling-lès-Sarreguemines et Wiesviller.

## Géographie
Le Schwartzenbach prend sa source au sud-est de la commune de Haspelschiedt, à une centaine de mètres seulement de la frontière communale entre Haspelschiedt et Bitche. La rivière coule vers le nord-ouest et récupère les eaux du Pfaffenbruch avant d'alimenter l'étang d'Haspelschiedt. Elle traverse ensuite le village et se dirige vers le Nord. Plus loin, le Schwartzenbach marque la frontière entre Bousseviller et Liederschiedt, où il récupère les eaux de son affluent principal, le Grunnelsbach. Il rejoint la Horn 1,7 km plus loin, toujours entre Bousseviller et Liederschiedt,,.

## Communes traversées
- Haspelschiedt
- Roppeviller
- Bousseviller
- Liederschiedt[1],[2],[3]

## Affluents
- Pfaffenbruch
- Katzenbruch[1]
- Kleinbach[4]
- Grunnelsbach[2],[3]